# Троицкая церковь (Асакасы)
Церковь Святой Троицы в Асакасы — православная церковь Чебоксарской епархии (Московская патриархия), расположенная в селе Асакасы Аликовского района Чувашской Республики (Российская Федерация).
Здание храма каменное, главный храм холодный, придел тёплый. Высота храма, с колокольней, 13 саженей. Церковь двухпрестольная: Святой Троицы, Рождества Пресвятой Богородицы. На церкви пять глав и по одной малой над колокольней и алтарём.
Приход церкви Святой Троицы зарегистрирован 11.1.2000. Председатель приходского совета Р. И. Филиппова.
Службу в храме ведёт протоиерей Александр Васильев.

## История
Церковь Св. Троицы была построена на средства прихожан взамен старой в 1907 году. В 1940 году была закрыта. Возобновила свою деятельность в 1989 году.